# Садовый (Екатеринбург)
Садо́вый — посёлок в составе муниципального образования «город Екатеринбург» Свердловской области, подчинён Орджоникидзевскому району Екатеринбурга. Посёлок находится к северу от города. Площадь поселка составляет 1,961 кв.км.

## Описание
Посёлок Садовый расположен на ровной, открытой местности с редкими лесами, на Среднем Урале, на восточных склонах Верх-Исетского горного массива и находится в 1 километре к северу от столицы области — города Екатеринбурга — и от Екатеринбургской кольцевой автодороги. От неё к Садовому ведёт подъездная автодорога. Через Садовый протекает река Балтымка, которая за пределами поселения впадает в реку Пышму. Большая часть жилой застройки поселения городская. В Садовом много пятиэтажных и малоэтажных домов и учреждений городской инфраструктуры. По периметру посёлка расположено несколько коллективных садов. До недавнего времени здесь был и крупный совхозный плодопитомник.

## История
В 1965 году Указом Президиума Верховного Совета РСФСР посёлок Совхозный был переименован в Садовый.
28 апреля 1999 года улицы Заводская, Зелёная, Ильича, Карьерная, Лесная, Луговая, Новая, Отдыха, Охотников, Победы, Станционная и Центральная были переименованы в Солдатскую, Первоцветную, Мусы Джалиля, Глинную, Романтическую, Речную, Сибирку, Верстовую, Каменку, Северную, Лунную, Валимхаматова и Земскую соответственно. Переулок Школьный был переименован в Сентябрьский.

## Население
По данным переписи 2010 года, в Садовом проживало 3242 человека, в том числе 1479 мужчин и 1763 женщины. Преобладающая национальность (на 2002 год) — русские (62 %).
| 2002 | 2009  | 2010  | 2021  |
| ---- | ----- | ----- | ----- |
| 3017 | ↗3217 | ↗3242 | ↗3361 |

## Инфраструктура
В Садовом находится православный храм Святой Равноапостольной Нины.

## Транспорт
Через Садовый проходит железнодорожная ветка Екатеринбург — Реж. В черте поселения находится пассажирская железнодорожная станция Балтым с небольшим одноэтажным вокзалом. Посёлок связан с окрестными городами и другими населёнными пунктами сетью асфальтированных дорог. В Садовом есть небольшая автостанция. Из Екатеринбурга до Садового можно добраться на электричке режевского направления и городскими и пригородными автобусными маршрутами № 56, 96, 96Б, 142, 159 либо на такси.